# Lithiummethanolat
Lithiummethanolat ist das Lithiumsalz des Methanolatanions. Es tritt in Form eines selbstentzündlichen, weißen Pulvers auf.

## Gewinnung und Darstellung
Lithiummethanolat kann durch Reaktion von Lithiumhydrid oder Butyllithium mit Methanol dargestellt werden.
{\displaystyle {\ce {LiH + CH3OH -> CH3OLi + H2}}}

## Verwendung
Lithiummethanolat dient als starke Base bei der Synthese von organischen Verbindungen.

## Sicherheitshinweise
Lithiummethanolat neigt zur Selbstentzündung.